# Yaky Ortega
Yaky Ortega se graduó en cursos especiales de niveles Universitarios en el instituto Cubano de Radio y Televisión, en la Ciudad de La Habana, como Camarógrafo, Director de Fotografía y Director Artístico de televisión.

## Biografía
En el año 1958 Yaky Ortega comenzó a trabajar en la CMQ, televisión cubana, en el departamento de Ambientación. En el 1960 se
graduó de camarógrafo. Tuvo la oportunidad de desarrollarse como profesor de cámara, teniendo bajo su responsabilidad numerosos estudiantes a nivel nacional e internacional.
En 1965 Yaky Ortega se graduó de director general de Fotografía, profesión que le permitió participar en variadas categorías de
programación tanto dramática como humorística, así como musicales e infantiles. En programación deportiva tuvo la
oportunidad de participar en los juegos centroamericanos en Cuba y a nivel internacional en los juegos panamericanos
en Venezuela en el año 1983. Otra de sus experiencias en el mundo televisivo fue su participación en producción de seriales
muy conocidos como "Lengua de pájaro", "Las impuras", así como en telenovelas de fama internacional como "Doña Bárbara", "Historia de Scull", "El alma encantada", "La joven de la flecha de oro" y "Sol de Batey".
Desde 1983 Yaky Ortega se concentró en la dirección general de Programas para la Televisión, una vez más realizando el recorrido por cada uno de los géneros: programas humorísticos, cuentos, teatros, infantiles, comedias, deportivos, informativos, y en los últimos años su especialización ha sido la Dirección de Telenovelas:
- Magdalena (78 capítulos)
- Las honradas (30 capítulos)
- El año que viene (131 capítulos)

## Experiencia laboral
- 1958 - 1996 Televisión en Cuba
- 1997 - 2004 Fonovideo - Miami, Florida
- 2005 - 2012 Venevisión International - Miami, Florida

## Filmografía
Desde su llegada a la Miami ha realizado como director de exteriores y estudio las siguientes novelas:
- 2012 - Corazón apasionado (111 capítulos)
- 2011 - Sacrificio de mujer (101 capítulos)
- 2010 - Eva Luna (114 capítulos)
- 2010 - Pecadora (145 capítulos)
- 2009 - Alma indomable (165 capítulos)
- 2008 - Valeria (174 capítulos)
- 2008 - Amor comprado (123 capítulos)
- 2007 - Acorralada (187 capítulos)
- 2006 - Mi vida eres tú (116 capítulos)
- 2006 - Olvidarte jamás (118 capítulos)
- 2005 - Soñar no cuesta nada (191 capítulos)
- 2004 - Ángel rebelde (217 capítulos)
- 2003 - Rebeca (152 capítulos)
- 2002 - Gata salvaje (252 capítulos)
- 2001 - Secreto de amor (151 capítulos)

## Honores especiales
- Participó como Jurado en Festivales de la Unión Nacional de Escritores y Artistas Cubanos (UNEAC)
- Participó principal en la Directiva de Evaluación para Camarógrafos.

## Premios
- Premio Caracol (UNEAC) - Gran premio otorgado al mejor director general en 1995 en la presentación de la telenovela "El año que viene".
- Premio Caracol (UNEAC) - Premio al mejor Director de Fotografía en 1985 en el serial "Sol de Batey".
- Premio Caracol (UNEAC) - Premio al mejor Director de Fotografía en 1984 en el serial "Las impuras".
- Premio Caracol (UNEAC) - Premio al mejor Director de Fotografía en 1983 en el serial "Lengua de pájaro".

- Datos: Q6169691